# Пам'ятник Тарасові Шевченку (Золотий Потік)
Пам'ятник Тарасові Шевченку в Золотому Потоці — погруддя українського поета Тараса Григоровича Шевченка в смт Золотому Потоці Бучацького району на Тернопільщині.
Пам'ятка монументального мистецтва місцевого значення, охоронний номер 146.
Встановлений 1965 року, 1991-го перенесений на вулицю Т. Шевченка. Виготовлений з бетону масовим виробництвом. Погруддя висотою 0,8 м, постамент — 2,5 м.